# Нижня Манома
Нижня Мано́ма (рос. Нижняя Манома) — село у складі Нанайського району Хабаровського краю, Росія. Адміністративний центр та єдиний населений пункт Нижньоманоминського сільського поселення.

## Населення
Населення — 181 особа (2010; 188 у 2002).
Національний склад (станом на 2002 рік):
- росіяни — 93 %